# Amakudari
Amakudari (天下り, amakudari, "descendo do céu") é a prática institucionalizada na qual os burocratas veteranos japoneses aposentam-se para ocupar posições de alto nível nos setores privado e público. A prática está sendo cada vez mais sendo vista como corrupta e um empecilho ao afastamento entre o setor privado e o estado, o que impossibilita reformas econômicas e políticas.

## Definição
O significado literal do termo, "descendo do céu", refere-se à descida dos deuses xintoístas do céu para a terra. O uso moderno o emprega como uma metáfora, na qual "céu" refere-se aos escalões mais altos do serviço público, os servidores civis são as divindades, e a terra são as corporações do setor privado.
No amakudari, os servidores civis veteranos aposentam-se para entrar em organizações ligadas ou sob jurisdição de seus ministérios ou agências quando eles alcançam a idade da aposentadoria compulsória, normalmente entre 50 e 60 anos de idade no serviço público. Os ex-oficiais podem cooperar com os seus ex-colegas a fim de ajudar os seus novos empregadores em contratos com o governo, evitar inspeções regulatórias e assegurar tratamento preferencial em relação à burocracia.
O amakudari também pode ser uma recompensa pelo tratamento preferencial fornecido pelos oficiais aos seus novos empregadores durante o período em que eram servidores públicos. Fala-se que algumas organizações governamentais são mantidas com o propósito específico de contratar burocratas aposentados e pagá-los altos salários às custas do contribuinte.
No significado mais estrito de amakudari, os burocratas aposentam-se nas empresas privadas, mas em outras formas os burocratas se mudam entre as organizações do próprio governo (yokosuberi, ou 'escorregar para o lado'), recebem sucessivas nomeações do setor público e do setor privado (wataridori ou 'ave migratória') ou tornam-se políticos, incluindo membros do parlamento (seikai tensin).
Os cientistas políticos identificaram o amakudari como uma característica central da estrutura política e econômica japonesa. A prática conecta os setores privado e público em um laço apertado e previne mudanças políticas e econômicas.

## História
Amakudari é uma prática corriqueira em muitos ramos do governo japonês, mas atualmente é objeto de esforços por parte do governo para regular a prática. A pressão para reduzir as aposentadorias do amakudari para as corporações pode estar levando a um aumento da aposentadoria dos burocratas para outras organizações do setor público.
O amakudari possuía uma dimensão pequena antes da Segunda Guerra Mundial, visto que os oficiais do governo poderiam ser substituídos por um grande número de organizações industriais que haviam sido nacionalizadas. No entanto, as reformas durante a ocupação do Japão eliminaram quase todas essas organizações nacionalizadas, resultando em uma necessidade de transferir os indivíduos para o setor privado. Tal transferência é inevitável em um sistema pessoal no qual os valores tradicionais do confucionismo proíbem que alguém que entrou na organização na mesma época que outra pessoa torne-se seu subordinado.
Um estudo de 1990 sugeriu que as aposentadorias do amakudari de burocratas de ministérios importantes, como o Ministério das Finanças, para grandes empresas tiveram um pico em 1985, mas que a prática estava crescendo entre os burocratas de outros tipos de organizações governamentais, tais como a Agência Tributária Nacional. Como resultado, a porcentagem de ex-burocratas nos conselhos de de empresas do setor privado permaneceu estável em 2%.
Uma série de escândalos em meados da década de 1990 trouxeram o foco da mídia para o amakudari. No escândalo da contratação geral (zenekon) de 1994, a corrupção foi descoberta entre burocratas associados com empresas de construção, levando à prisão do importante político Shin Kanemaru por evasão fiscal. No escândalo das hipotecas de 1996, os devedores de financiamentos residenciais japoneses iniciaram uma onda de empréstimos que acumulou dívidas incobráveis de 6 trilhões de ienes ($65,7 bilhões), provocando uma crise financeira. O setor supostamente deveria ser regulado pelo Ministério das Finanças, mas a presença de seus ex-oficiais em cargos de elite entre os devedores pode ter provocado uma supervisão deteriorada.
Somente a partir da próxima década os primeiros ministros japoneses responderam com políticas para limitar o amakudari, apesar de ser incerto se essas políticas estão tendo qualquer efeito. Em julho de 2002, o Primeiro-Ministro japonês Junichiro Koizumi ordenou que o amakudari estrito deveria ser extinto, devido à sua associação com a corrupção entre os negócios e a política. O sucessor de Koizumi, o Primeiro-Ministro Shinzo Abe criou novas regras como parte de uma política que visava erradicar completamente o amakudari em 2007, mas suas reformas foram criticadas como inefetivas e uma manobra de campanha para as eleições da Casa Superior em julho de 2007.
Enquanto focava-se em políticas para limitar o amakudari para empresas privadas, o número de burocratas aposentando-se para entrarem em outras organizações do governo (yokosuberi ou escorregando de lado) surgiu alcançando 27.882 casos em 2006, 5.789 a mais do que no ano anterior. Essas organizações, que chegam a 4.576, receberam 98 por cento dos gastos com projetos estatais sem serem sujeitas à mesma licitação enfrentada pelas empresas privadas.
Nos últimos 50 anteriores a 2010, 68 burocratas de alta graduação foram empregados em fornecedoras de eletricidades após a aposentadoria de suas posições no governo. Em 2011, 13 burocratas aposentados do governo foram empregados em posições chaves em usinas elétricas japonesas.

## Considerações legais
O amakudari está sujeito a regras que foram revistas em abril de 2007, em resposta aos escândalos de corrupção. Sob as novas regras, os ministérios foram instruídos a lentamente parar de ajudar os burocratas a obter novos empregos nos três anos seguintes, começando em 2009. Ao invés disso, um centro de emprego seria criado até o final de 2008 será encarregado do serviço e as agências do governo e os ministérios serão proibidos de intermediar novos empregos para os aposentados.
No entanto, a lei também removeu a proibição de dois anos que não permitia que os oficiais aposentados conseguissem cargos nas empresas com as quais eles lidavam durante os cinco anos anteriores à aposentadoria, o que pode aumentar o amakudari. Ela também deixou brechas consideráveis, incluindo a não imposição de restrições ao watari, no qual os burocratas aposentados se mudam de um organização para outra. Os burocratas poderiam se aposentar para um cargo em outra agência do governo, e então se mudar para um emprego em uma empresa privada mais tarde. Críticos dizem que o governo poderia prevenir melhor a prática aumentando a idade de aposentadoria para burocratas acima de 50 anos.
Em outubro de 2006, 339 entidades públicas estavam violando as orientações relativas ao amakudari, um número 38 vezes maior que o número do ano anterior. Ele diminuiu para 166 em julho de 2007.

## Impacto
Assim como os vários escândalos, os efeitos do amakudari foram documentados por um grande número de órgãos de pesquisa.
Alguns estudos descobriram que o amakudari promove atividades empresariais mais arriscadas. Um estudo de 2001 descobriu que os bancos com empregados contratados por amakudari agem com menos prudência do que os servidores civis aposentados que eles empregavam (medido pela razão capital-ativo, um indicador do comportamento prudencial dos bancos).
Muitos estudos descobriram que as empresas com empregados vindos do amakudari são submetidas a uma menor fiscalização por parte das agências públicas. Em 2005, por volta de 70 por cento dos contratos públicos celebrados com organizações que empregavam burocratas aposentados através do amakudari não passavam por processo licitatório. Os contratos alcançam um montante total de 233 bilhões de ienes. Em contraste, 18 por cento das empresas privadas que não possuíam ex-burocratas em suas folhas de pagamento obtiveram contratos sem licitação.